# 李衎

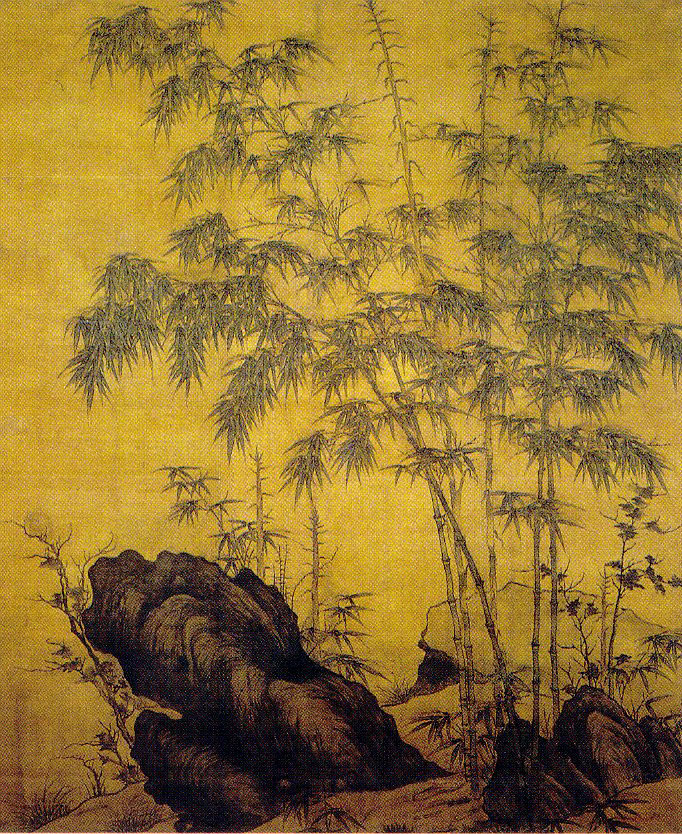
竹石图，藏於北京故宮博物院

李衎（1244年—1320年），字仲宾，号息斋道人，宋末元初画家，蓟丘（今属北京市）人。

## 生平
李衎曾官至吏部尚书，集贤殿大学士，善画墨竹，和赵孟頫、高克恭并称为元初画竹三大家，著有《竹谱详录》，对于竹子的形态、性质、画法有详细的论述。
李衎画竹师法文同，1294年出使交趾（越南）“深入竹乡”，又到过浙江，深入观察竹子形态，“师法造化”，因此在画竹上创立了独特的风格，形神兼备，追求蕴籍、自然、象征人物品德高洁的内在美。

## 作品

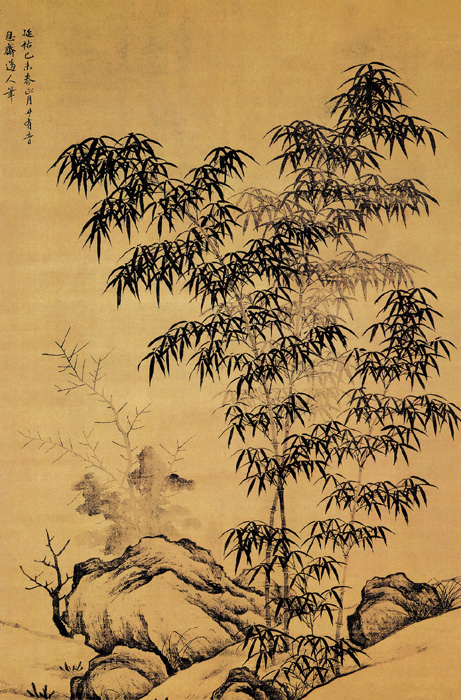
修篁竹石图，藏於南京博物館

《雙松圖》，藏於台北國立故宮博物院
《四季平安圖》，藏於台北國立故宮博物院
《繪苑琳球》冊，藏於台北國立故宮博物院
《雙鈎竹圖》，藏於北京故宮博物院

## 传记文献
- 《新元史》卷一百八十八 列传第八十五